# Zorzines tateyamai
Zorzines tateyamai là một loài bướm đêm trong họ Noctuidae.